# Davy Oyen
Davy Oyen (Zutendaal, 17 juli 1975) is een Belgisch voormalig voetballer die speelde als verdediger.

## Spelerscarrière
Oyen begon bij de jeugd van Zwaluw FC Wiemismeer te voetballen maar de jonge verdediger werd al gauw ontdekt door Racing Genk en dus trok hij naar Genk.
Bij die club raakte hij in 1993 tot in het A-elftal en hij speelde dat seizoen al regelmatig mee. In 1996 promoveerde Genk naar de Eerste Klasse en in 1998 won de club de Beker van België. Oyen zelf kreeg dat jaar een transfer naar PSV te pakken.
Bij PSV wist hij geen basisplaats te veroveren en trok dan terug naar België waar hij terechtkon bij RSC Anderlecht. Bij Anderlecht vond Oyen zijn vroegere trainer van bij RC Genk terug, Aimé Anthuenis. Oyen speelde bij Anderlecht en won wel twee keer de landstitel in zijn eerste seizoenen. In 2002 besloot Oyen afscheid te nemen van RSC Anderlecht en naar Engeland te trekken.
Daar speelde hij voor voor het Engelse Nottingham Forest, een club uit de Tweede Klasse. En daarna trok hij na twee seizoenen terug naar Beringen-Heusden-Zolder. Daar werd hij een vaste waarde en in 2005 stapte hij tijdens het seizoen over naar KVSK United.
In 2006 begon hij het nieuwe voetbalseizoen bij Roeselare. In 2008 keerde hij terug naar KVSK United.
Oyen was ook Rode Duivel gedurende een korte periode (1998-1999), maar hij haalde slechts 3 caps (uit 6 selecties).

## Clubstatistieken
| Seizoen        | Club              | Land      | Competitie     | Duels | Goals |
| -------------- | ----------------- | --------- | -------------- | ----- | ----- |
| 1993/94        | Racing Genk       | België    | Eerste klasse  | 14    | 1     |
| 1994/95        | →Sint-Truiden     | België    | Eerste klasse  | 10    | 0     |
| 1995/96        | Racing Genk       | België    | Tweede klasse  | 26    | 6     |
| 1996/97        | Racing Genk       | België    | Eerste klasse  | 28    | 0     |
| 1997/98        | Racing Genk       | België    | Eerste klasse  | 38    | 1     |
| 1998/99        | PSV               | Nederland | Eredivisie     | 21    | 0     |
| 1999/00        | Anderlecht        | België    | Eerste klasse  | 13    | 0     |
| 2000/01        | Anderlecht        | België    | Eerste klasse  | 7     | 1     |
| 2001/02        | Anderlecht        | België    | Eerste klasse  | 4     | 0     |
| 2002/03        | Nottingham Forest | Engeland  | First Division | 5     | 0     |
| 2003/04        | Nottingham Forest | Engeland  | First Division | 4     | 0     |
| 2004/05        | Heusden-Zolder    | België    | Tweede klasse  | 23    | 5     |
| 2005/06        | Heusden-Zolder    | België    | Tweede klasse  | 24    | 2     |
| 2005/06        | KVSK United       | België    | Tweede klasse  | 12    | 3     |
| 2006/07        | KSV Roeselare     | België    | Eerste klasse  | 31    | 5     |
| 2007/08        | KSV Roeselare     | België    | Eerste klasse  | 5     | 0     |
| 2008/09        | KVSK United       | België    | Tweede klasse  | 5     | 2     |
| 2009/10        | KVSK United       | België    | Tweede klasse  | 8     | 0     |
| Totaal         | Totaal            | Totaal    | Totaal         | 278   | 26    |
| Bijgewerkt tot | einde carrière    |           |                |       |       |

## Trivia
- Zijn zoon Luca Oyen (2003) belandde op zijn 7de al bij de jeugdwerking van KRC Genk. In het seizoen 2019/20 zat hij een eerste keer op de bank bij het eerste elftal. Vanaf het seizoen 2020/21 zal Luca definitief naar het eerste elftal overgeheveld worden.